# Joinaru állomás
Joinaru (Yeouinaru) állomás a szöuli metró 5-ös vonalának állomása, Jongdungpho-ku (Yeongdeungpo-gu)ban található. Ez Dél-Korea legmélyebben fekvő metróállomása, 27,5 méterrel a tengerszint alatt, a Han folyó medre alatt fekszik.

## Viszonylatok
| 5-ös vonal                             | 5-ös vonal | 5-ös vonal                                                          |
| -------------------------------------- | ---------- | ------------------------------------------------------------------- |
| Joido (Yeouido) Panghva (Banghwa) felé | Fő vonal   | Mapho (Mapo) Szangil-tong (Sangil-dong) vagy Macshon (Macheon) felé |